# Norstar
Die Norstar war ein 1974 in Dienst gestelltes Fährschiff der britischen Reederei North Sea Ferries, welches für das Unternehmen bis 1987 auf der Strecke von Kingston upon Hull nach Rotterdam und anschließend bis 2001 von Kingston upon Hull nach Zeebrugge im Einsatz war. Seit März 2002 wurde die Fähre als SNAV Campania für die italienische Reederei Società Navigazione Alta Velocità zwischen Neapel und Palermo genutzt. Nach der Ausmusterung des Schiffes im Oktober 2010 folgte ab November desselben Jahres der Abbruch im indischen Alang.

## Geschichte
Die Norstar wurde am 19. Oktober 1973 unter der Baunummer 973 in der Werft der AG Weser in Bremerhaven auf Kiel gelegt und lief am 5. Juli 1974 vom Stapel. Nach der Ablieferung an North Sea Ferries am 14. Dezember 1974 nahm sie fünf Tage später den Fährdienst zwischen Kingston upon Hull und Rotterdam auf. Sie ergänzte dort ihr bereits im Juni 1974 in Dienst gestelltes Schwesterschiff Norland.
Am 12. Mai 1987 traf die Norstar in der Seebeckwerft in Bremerhaven ein, um dort von gut 153 auf 173 Meter verlängert zu werden. Der Umbau dauerte knappe zwei Monate an, am 6. Juli 1987 konnte das Schiff den Dienst auf seiner neuen Route von Kingston upon Hull nach Zeebrugge aufnehmen. Seit 1998 wurde die Norstar von P&O North Sea Ferries bereedert. Am 11. März 2000 brach während einer Überfahrt ein Brand im Maschinenraum des Schiffes aus, der jedoch nur geringe Schäden verursachte. Bereits am nächsten Tag konnte es nach Reparaturarbeiten in Hull in den Dienst zurückkehren.
Am 2. August 2001 wurde die Norstar nach knapp 27 Dienstjahren ausgemustert und in Zeebrugge aufgelegt. Nach einem Werftaufenthalt in Vlissingen ging sie im Dezember 2001 als SNAV Campania in den Besitz der Società Navigazione Alta Velocità über, die später auch ihr Schwesterschiff übernahm. Am 25. März 2002 erfolgte die erste Überfahrt für den neuen Eigner auf der Strecke von Neapel nach Palermo, wo sie die nächsten acht Jahre im Einsatz stehen sollte.
Am 1. Oktober 2010 beendete die SNAV Campania ihre letzte Überfahrt, am Tag darauf wurde sie in Palermo aufgelegt. Noch im selben Monat ging das Schiff zum Abbruch ins indische Alang, wo es am 1. November 2010 eintraf. Das Stranden auf dem Gelände der Abwrackwerft folgte acht Tage später.